# 伊织
伊织（日语：いおり，1979年2月6日—）是日本的女歌手。隶属于环球唱片。曾经隶属于Polydor Records。出生于东京都，血型是B型。

## 作品

### 单曲
| 1st | 1997年4月13日 | 如果有你 | 作詞：高柳恋 作曲：大野克夫 編曲：大野克夫   | TV动画《名侦探柯南》主题曲 《名侦探柯南》插曲 c/w「逢いたいよ」 |
| 2nd | 1997年9月26日 | 有我在   | 作詞：阿久悠 作曲：大野克夫 編曲：大野克夫   | TV动画《名侦探柯南》插曲 c/w「やるっきゃないのさ」              |
| 3rd | 1999年4月1日  | 莎花     | 作詞：浅田優美 作曲：井内竜次 編曲：井内竜次 | Dreamcast『莎木 一章横須賀』插曲                                |

### 专辑
| 1st | 1997年10月22日 | 有我在 | TV动画《名侦探柯南》专辑 |